# Utgräventjärnen (Åsele socken, Lappland)
Utgräventjärnen är en sjö i Åsele kommun i Lappland och ingår i Ångermanälvens huvudavrinningsområde. Sjön har en area på 0,0408 kvadratkilometer och ligger 360 meter över havet.

## Delavrinningsområde
Utgräventjärnen ingår i det delavrinningsområde (712874-154206) som SMHI kallar för Utloppet av Ullsjön. Medelhöjden är 356 meter över havet och ytan är 43,43 kvadratkilometer. Det finns inga avrinningsområden uppströms utan avrinningsområdet är högsta punkten. Mårdsjöbäcken som avvattnar avrinningsområdet har biflödesordning 5, vilket innebär att vattnet flödar genom totalt 5 vattendrag innan det når havet efter 275 kilometer. Avrinningsområdet består mestadels av skog (63 procent) och sankmarker (26 procent). Avrinningsområdet har 2,9 kvadratkilometer vattenytor vilket ger det en sjöprocent på 6,7 procent.